# Réserve naturelle de l'abbaye de Fiastra
La Réserve naturelle de l'abbaye de Fiastra est un espace naturel protégé créé dans la région des Marches en 1985 dans la province de Macerata,.
La réserve a été créée en vertu d'un accord avec la Fondazione Giustiniani-Bandini (organisme moral reconnu par le décret présidentiel du 6 juillet 1974) et la région des Marches le 18 juin 1984, tandis que le 10 décembre 1985, l'État italien a également reconnu la zone comme une réserve.

## Territoire
Les aspects prioritaires de la sauvegarde de cette zone protégée sont donnés par la présence d'un ancien monastère cistercien, l'abbaye de Chiaravalle di Fiastra qui, grâce aux soins des moines d'abord puis de la famille Bandini, a préservé une forêt d'environ 100 hectares dans laquelle prédomine le chêne de Turquie. Ainsi, aujourd'hui, dans une zone qui s'étend du fond de la vallée entre les lits des rivières Fiastra et Chienti et le torrent Entogge, également creusé par quelques petits bassins lacustres d'origine artificielle, jusqu'aux douces collines des Marches, on trouve cet exemple d'une forêt de plaine dans un paysage qui passe de celui de la végétation riveraine à celui de la campagne des Marches, jusqu'à celui de la forêt proprement dite.
Le territoire peut être divisé en trois zones de grand intérêt, homogènes par leurs caractéristiques et leur vocation qui impliquent également une gestion et une protection différentes :
- Réserve naturelle orientée : une zone de récupération des structures naturelles les plus originales possibles. Il existe un site d'importance communautaire (SIC) protégé par la Directive habitats de l'Union européenne.
- Réserve anthropologique : elle comprend le patrimoine historique présent dans cette zone depuis des siècles. Ainsi, outre les champs cultivés, se trouvent le palais Giustiniani-Bandini et l'abbaye cistercienne du XIIe siècle.
- Zone de protection : la zone restante de la Fondation Giustiniani-Bandini est traitée comme une zone contiguë pour maintenir des relations équilibrées avec la zone protégée.

## Flore
La végétation est caractéristique selon les milieux qu'elle traverse, mais celle de la forêt est importante et constitue le dernier exemple vivant de la forêt qui couvrait le territoire vallonné des Marches.
- Environnement fluvial : végétation riche en essences florales fluviales et chêne pédonculé.
- Milieu agricole : chênes centenaires, principalement du chêne pubescent et du chêne cerris, mais aussi cyprès et pins.
- Milieu forestier : bon nombre des essences citées ci-dessus, notamment le chêne de Turquie, mais aussi le frêne de manne, l'érable champêtre, le buis, le charme d'Orient, l'hellébore Bocconi et l'arisarum.

## Faune
Parmi la faune de la zone, le chevreuil, réintroduit en 1957, est le plus caractéristique puisqu'il est représenté dans le symbole de la réserve, mais parmi les mammifères qui y vivent, il y a aussi le blaireau, le sanglier, la belette, la mouffette et sporadiquement aussi la belette.
Parmi les oiseaux présents comme la chouette hulotte, il y a certainement la présence de quelques pics qui sont le symbole de la région comme le pic vert et le pic épeiche, puis le loriot d'Europe, le grimpereau des jardins et d'autres espèces en plus de celles qui trouvent s'y réfugient pendant les périodes hivernales comme le rouge-gorge familier, le roitelet à triple bandeau, la mésange à longue queue et les grands bandes de palombes. Dans la zone du petit lac le Vene des populations d'oiseaux aquatiques comme le héron peuvent être observées depuis des cabanes spéciales.

## Galerie

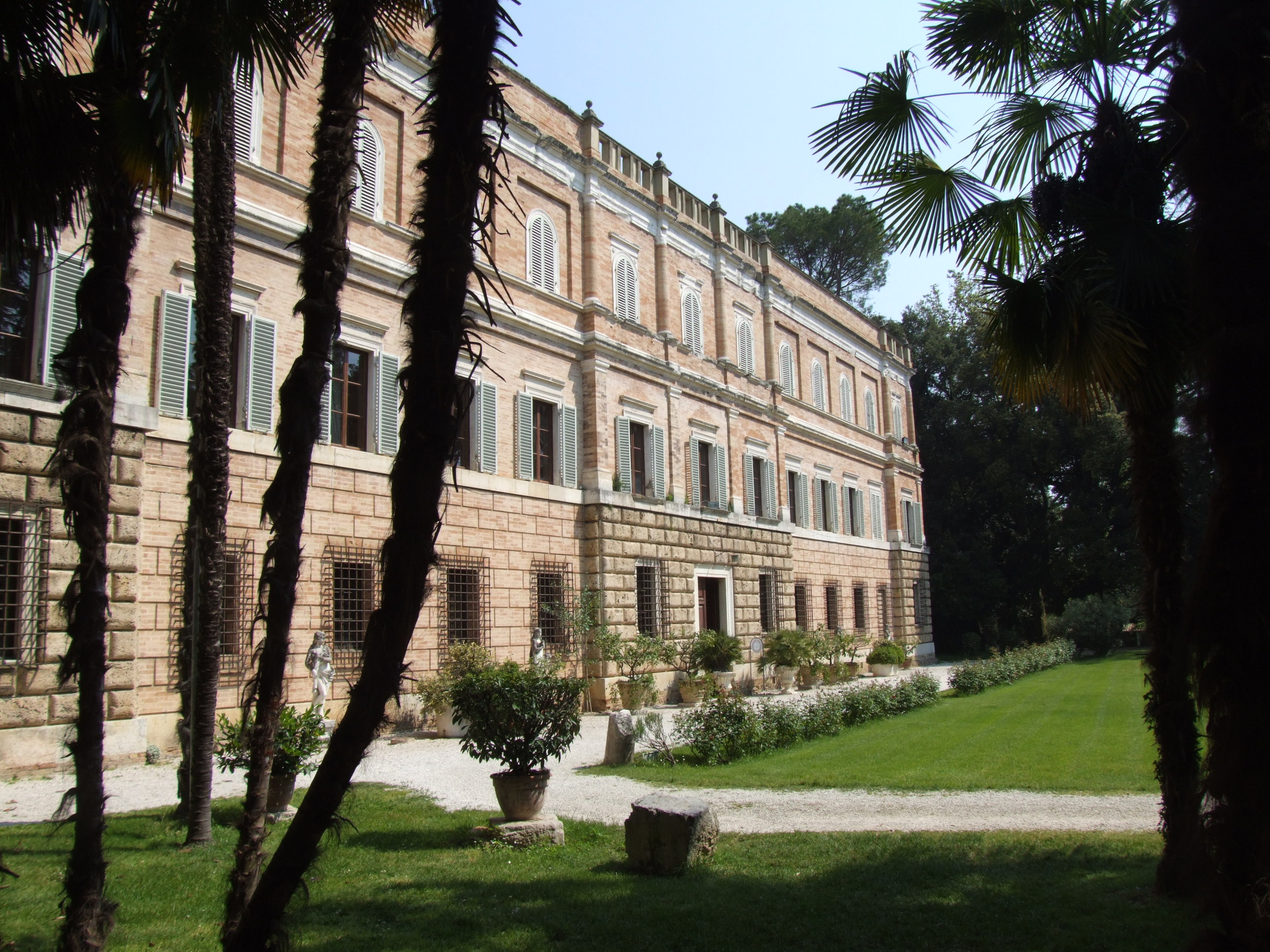
Le Palais Giustiniani Bandini.
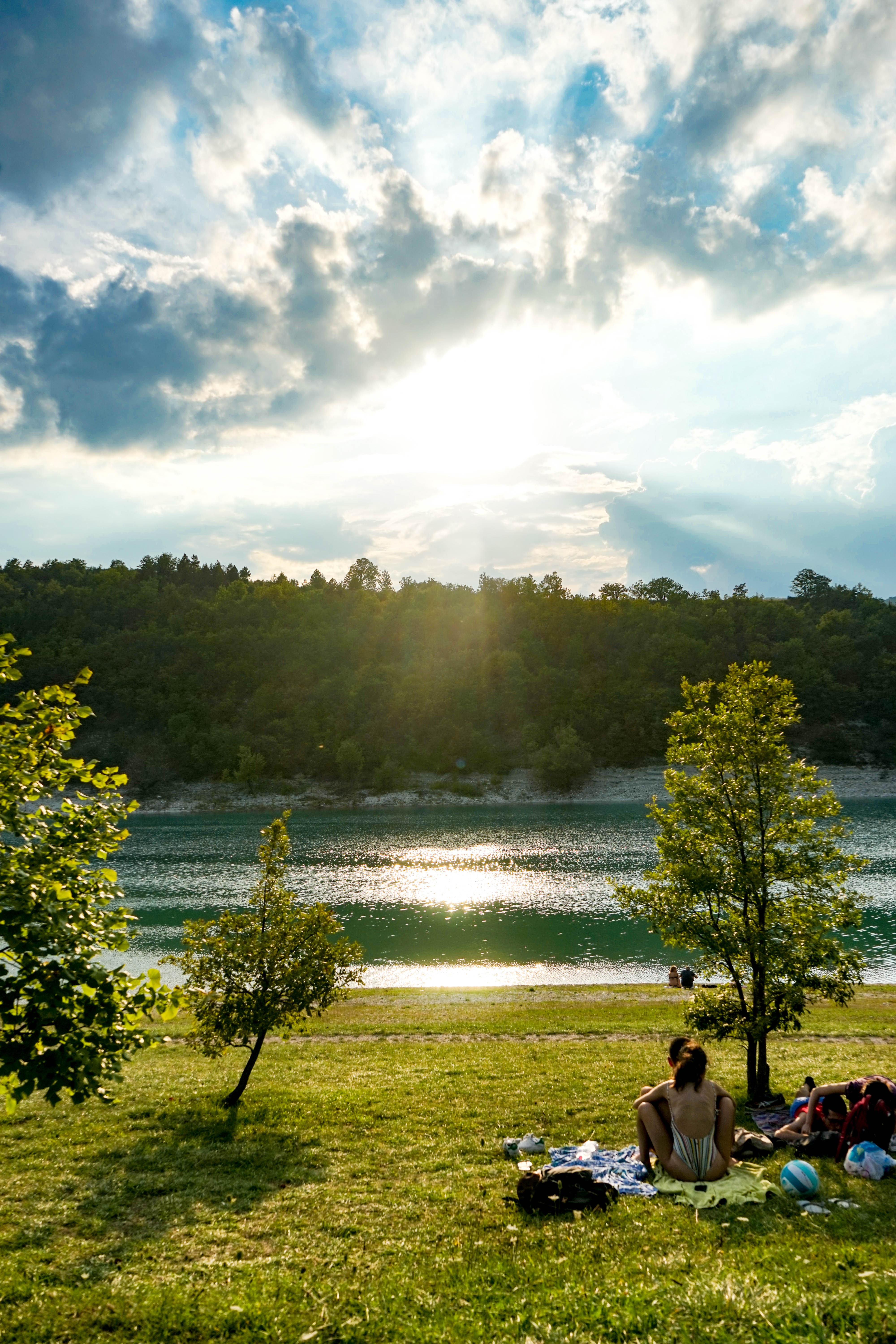
Le lac de Fiastra.
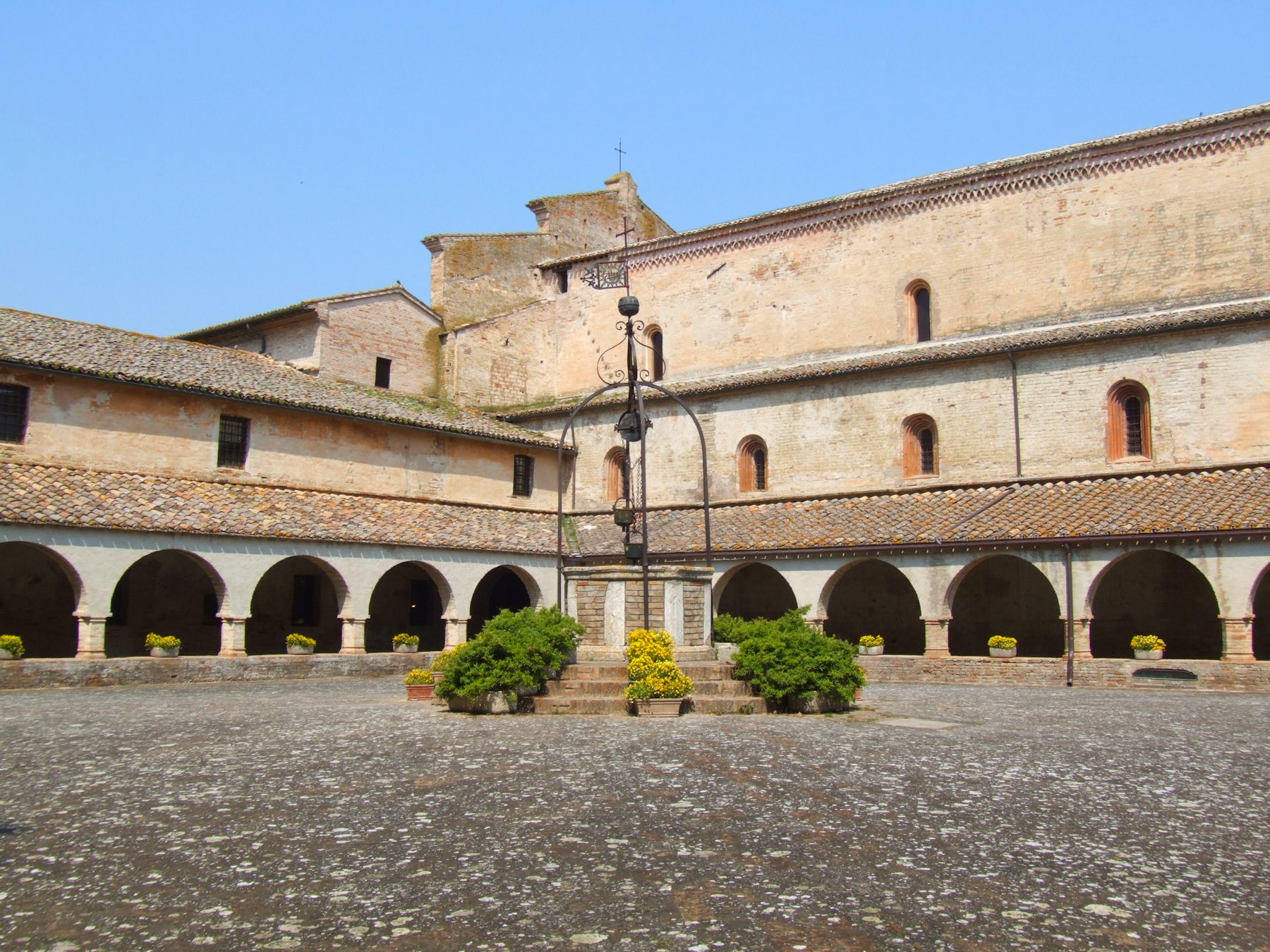
L'abbaye de Fiastra.